# Rio Dulcele
O Rio Dulcele é um rio da Romênia, afluente do Zimbru, localizado no distrito de Arad.